# Вирный, Владимир Николаевич
Владимир Николаевич Вирный (01.05.1923-07.07.1994) — звеньевой колхоза «17 вересня» Рожищенского района Волынской области, Герой Социалистического Труда (01.06.1951).
Родился 1 мая 1923 года в селе Доросини (Рожищенский район Волынской области). Там же окончил начальную школу. В 1941—1944 гг. под немецкой оккупацией.
В марте 1944 года после освобождения села призван в армию, служил в 14-м отдельном зенитном дивизионе 7-го гвардейского кавалерийского корпуса. Демобилизовался в мае 1946 года.
После возвращения в Доросини был назначен звеньевым полеводческой бригады колхоза «17 вересня» (позже назывался колхозом имени Молотова (с 1951) и имени Энгельса (с 1957)).
С 1948 года его звено начало выращивать каучуконосное растение кок-сагыз, перенимая опыт Агриппины Пармузиной и Елены Хобты. В 1950 году члены звена провели 5 прополок в строках, 6 рыхлений в междурядьях и одну подкормку минеральными удобрениями.
Семена кок-сагыза собирали в течение двух месяцев, на отдельных участках по 3-4 раза в день. В результате с каждого гектара получено по 218,8 кг семян и по 20 центнеров корней. За это достижение присвоено звание Героя Социалистического Труда (01.06.1951) — первому в Волынской области.
В 1951 г. получил по 251 кг семян кок-сагыза с 1 га.
Сдав экстерном экзамены за 7 класс, поступил в техникум, а затем, в 1955 году, на агрономический факультет Украинской сельскохозяйственной академии, в 1960 году получил вузовский диплом.
В 1963—1971 годах председатель колхоза им. Энгельса. За это время в селе Доросини были построены Дворец культуры, двухэтажная средняя школа, детские ясли, отделение связи. 100 новых кирпичных домов. Посажено более двух с половиной тысяч фруктовых и декоративных деревьев.
С 1971 по 1986 год — начальник отдела межколхозных подсобных предприятий Волынского облсельхозуправления.
С 1986 года на пенсии.
Награждён орденами Трудового Красного Знамени, Отечественной войны II степени (06.04.1985), медалями СССР, золотой медалью ВДНХ (1954), значком «Отличник социалистического сельского хозяйства» (1950).